# Alexander Anderson (matematician)
Alexander Anderson (n. c. 1592, la Aberdeen – d. c. 1620, la Paris) a fost un matematician scoțian. Sora sa a fost mama matematicianului James Gregory.

## Biografie
A studiat geometria cu François Viète.
A predat matematica la Paris.
De la el a rămas lucrarea Supplementum Apollinii redivivi (1612).

## Atribuirea datelor din articol
- Acest articol conține text din Chisholm, Hugh, ed. (1911). „Anderson, Alexander”. Encyclopædia Britannica. 1 (ed. 11). Cambridge University Press., o publicație aparținând domeniului public.